# (12190) Sarkisov
(12190) Sarkisov es un asteroide perteneciente al cinturón de asteroides, descubierto el 27 de septiembre de 1978 por la astrónoma soviética Liudmila Chernyj desde el Observatorio Astrofísico de Crimea.

## Designación y nombre
Designado provisionalmente como 1978 SE5. Fue nombrado Sarkisov en honor a Pável Dzhibraelovich Sarkísov, rector de la Universidad de Moscú.